# FKラドニチュキ・ベオグラード
フドバルスキ・クルブ・ラドニチュキ・ベオグラード（セルビア語: Фудбалски клуб Раднички Београд, セルビア・クロアチア語: Fudbalski klub Radnički Beograd）は、セルビアのベオグラード・ノヴィ・ベオグラードをホームタウンとするサッカークラブである。

## 歴史
1920年に創設された。
ユーゴスラビア時代からの古豪であり1950年代に黄金期を築いた（1955-56シーズンユーゴスラビア・プルヴァ・リーガ3位、1956-57シーズンユーゴスラビアカップ準優勝、1957-58シーズンユーゴスラビア・プルヴァ・リーガ3位）。
近年では2004-05シーズンのセルビア・モンテネグロ・プルヴァ・リーガを最後にトップリーグから姿を消し、2010-11シーズンには5部に降格したものの、2021-22シーズンのセルビア・スルプスカ・リーガ（3部）ベオグラード地区で優勝しセルビア・プルヴァ・リーガ（2部）昇格を果たした。

## 歴代所属選手
- イヴァン・チャブリノヴィッチ 1964-1966
- ヴラダン・ミロイェヴィッチ 1990-1993
- ネボイシャ・クルプニコヴィッチ 1992
- ヨヴァン・スタンコヴィッチ 1995
- プレドラグ・スパシッチ 1995-1996
- ミラン・ヨヴァノヴィッチ 2003
- マルコ・デヴィッチ 2003-2004
- デヤン・ラディッチ 2003-2004
- ドゥシャン・アンジェルコヴィッチ 2004
- デヤン・ダミャノヴィッチ 2004-2005
- パヴレ・ニンコヴ 2004-2005
- フィリプ・マルバシッチ 2008-2010
- ニコラ・アシュチェリッチ 2009-2010, 2021
- ラザル・コイッチ 2022-2023